# Dave Pallone
Pour les articles homonymes, voir Pallone (homonymie).
Dave Pallone (né le 5 octobre 1951 à Waltham, Massachusetts, États-Unis) est un ancien arbitre de la Ligue majeure de baseball employé par la Ligue nationale de 1979 à 1988.

## Carrière d'arbitre
Dave Pallone est arbitre de baseball dans les ligues mineures de 1971 à 1979. Il est l'un des 8 officiels engagés comme briseurs de grève lors d'un conflit de travail qui oppose la Ligue majeure de baseball à ses arbitres entre mars et mai 1979. Ces circonstances ne l'aidant pas à se faire des amis dans le cercle restreint que forment les arbitres du baseball majeur, Pallone voit la réputation qui était la sienne durant ses 8 ans en ligues mineures, c'est-à-dire celle d'un officiel intempestif, prêt à expulser un joueur au moindre soupçon d'insolence, le suivre au plus haut niveau.
En 9 ans dans les majeures, Pallone entretient des querelles avec plusieurs joueurs, notamment Dave Concepción. Le 23 août 1983 au Wrigley Field de Chicago, ce dernier est accusé d'avoir craché sur Pallone après que celui-ci l'ait déclaré retiré sur tentative de vol du deuxième but. Le capitaine des Reds de Cincinnati a toujours nié la chose et a protesté avec véhémence la suspension de 3 jours qui lui est peu après imposée par la ligue. Cet incident est l'élément déclencheur d'une dispute qui dure des années, Pallone admettant s'être parfois intentionnellement placé dans le champ du vision du joueur d'arrêt-court des Reds simplement pour l'ennuyer en cours de match et l'avoir un jour expulsé pour avoir contesté une prise qu'il n'avait, de son propre aveu, même pas jugée correctement. Il était de plus réputé pour se quereller avec les spectateurs qui l'invectivaient entre deux demi-manches de jeu.
Pallone portait le numéro d'uniforme 26 lorsqu'il était arbitre de la Ligue nationale.

### Matchs notables
Il est arbitre au champ droit lors du match des étoiles 1983 joué au Comiskey Park de Chicago.
Il est l'arbitre au marbre lors du 4 000e retrait sur des prises de Nolan Ryan le 11 juillet 1985.
Le 8 septembre 1985, il est l'arbitre au marbre lorsque Pete Rose frappe le 4 191 coup sûr de sa carrière au Wrigley Field de Chicago, égalant le record de Ty Cobb.
Il fait partie de l'équipe d'arbitres à Saint-Louis et San Francisco pour les matchs de la Série de championnat 1987 de la Ligue nationale.

#### Incident avec Pete Rose
Le 30 avril 1988, lors d'un match à Cincinnati, Pallone est arbitre au premier but et prend plus long que nécessaire à déclarer Mookie Wilson, le frappeur des Mets de New York, sauf sur un coup sûr à l'avant-champ. Le délai permet aux visiteurs de marquer un point. Pete Rose, alors gérant des Reds de Cincinnati, bondit sur le terrain pour signifier à Pallone son insatisfaction. L'échange dégénère rapidement :  l'officiel gesticule et sa main touche présumément au visage de Rose, qui réplique en le bousculant. Pallone expulse immédiatement Rose, qui le pousse à nouveau. Les deux hommes sont prestement séparés et l'incident cause presque une émeute au Riverfront Stadium, plusieurs des 41 032 spectateurs lançant des projectiles sur le terrain. Le match reprend et se termine à trois arbitres au lieu de quatre, Pallone ayant été retiré du jeu pour sa sécurité personnelle et pour apaiser la foule. Le baseball majeur ne déterminera jamais avec certitude si Pallone a réellement porté la main au visage de Rose, ce que l'arbitre nie avoir fait, même accidentellement. Rose est suspendu 30 jours et est délesté de 10 000 dollars d'amende.

### Fin de carrière
Le 15 septembre 1988, un article du New York Post allègue que Dave Pallone est homosexuel et impliqué dans un réseau où des adolescents sont contraints d'avoir des rapports sexuels avec des hommes. Le comté de Saratoga dans l'État de New York enquête sur Pallone et dépose des accusations contre plusieurs individus, éventuellement condamnés. Aucun élément n'a jamais lié Pallone à ce groupe et aucune accusation n'a été portée contre l'ex-arbitre,, qui a toujours nié toute implication.
Pallone démissionne de son emploi d'arbitre en septembre 1988. Dans un entretien privé, la Ligue majeure de baseball lui avait offert d'annoncer son départ et lui avait signifié qu'il serait de toute façon congédié dès la fin de la saison. Pallone a toujours soutenu depuis avoir été congédié par le baseball majeur en raison de son orientation sexuelle et des allégations du New York Post. Dave Pallone arbitre son dernier match le 15 septembre 1988 à Philadelphie. La Ligue nationale indique en revanche que Pallone a demandé un arrêt volontaire de travail pour raisons personnelles mais, selon l'ex-arbitre, lui verse une compensation financière plus élevée que ce qu'il aurait gagné en salaire s'il était demeuré en poste. Pallone admet de plus avoir contracté des dettes de jeu supérieures à 1 000 dollars en pariant sur des événements sportifs autres que des matchs de baseball. En 1997 dans son livre Collision at Home Plate: The Lives of Pete Rose and Bart Giamatti, l'auteur James Reston affirme que le commissaire du baseball Bart Giamatti aurait dit à Pallone : « Nous ne croyons pas que tu sois capable de supporter la pression engendrée par cette publicité négative », en référence à l'article du Post, et qu'une des allégations incluses dans la lettre de renvoi de l'arbitre en était une formulée par Pete Rose affirmant avoir vu Pallone avec « un homme dans un bar de Cincinnati ».

## Après le baseball
En 1990, Dave Pallone publie son autobiographie Behind The Mask: My Double Life In Baseball, qui se classe sur la liste des best-sellers compilée par le New York Times et dans lequel il renouvelle ses accusations au sujet du baseball majeur qui, soutient-il, l'a renvoyé après que le commissaire Giamatti l'eut « trouvé coupable d'être gay. ». Dans le même ouvrage, Pallone admet aussi son rendement comme arbitre a été affecté par son « tempérament », laissant entendre que Giamatti avait aussi des raisons de douter de la qualité de son travail.
Toujours dans Behind The Mask, et sans nommer qui que ce soit, Pallone écrit avoir eu une brève aventure avec un joueur des majeures durant ses années comme arbitre, et avoir rencontré plusieurs joueurs des majeures qui taisent leur homosexualité,.
Après son départ du baseball, Dave Pallone est devenu conférencier. Il a également dans les années 1990 animé une émission sportive à la radio de Boston.
Dave Pallone et Dale Scott sont les deux premiers arbitres sportifs ouvertement homosexuels dans le sport professionnel nord-américain. Pallone est techniquement le premier dont l'orientation devient publique mais son coming out fut provoqué et coïncida avec la fin de sa carrière, tandis que Scott en fit librement l'annonce en 2014 tout en continuant d'exercer sa profession d'arbitre de la Ligue majeure de baseball.